# شهرستان سوری، جامائیکا
شهرستان سوری (به انگلیسی: Surrey County) یکی از سه شهرستان تاریخی جامائیکا است که در سال ۱۷۵۸ ایجاد شده و دارای چهار پریش می‌باشد.

## فهرست پریش
شهرستان سوری با رنگ زرد نشان داده شده است.
| شهرستان سوری |                |                   |                    |              |
| در نقشه      | پریش           | مساحت کیلومترمربع | جمعیت سرشماری ۲۰۱۱ | پایتخت       |
| ۱۱           | پریش کینگستون  | ۲۱٫۸              | ۹۶٬۰۵۲             | کینگستون     |
| ۱۲           | پریش پورتلند   | ۸۱۴٫۰             | ۸۰٬۲۰۵             | پورت آنتونیو |
| ۱۳           | پریش سنت آندره | ۴۳۰٫۷             | ۵۵۵٬۸۲۸            | هاف وی تری   |
| 14           | پریش سنت توماس | ۷۴۲٫۸             | ۹۱٬۶۰۴             | مورانت بی    |
|              | شهرستان سوری   | ۲٬۰۰۹٫۳           | ۸۲۳٬۶۸۹            |              |
|              | جامائیکا مجموع | ۱۰٬۹۹۰٫۵          | ۲٬۶۰۷٬۶۳۱          | کینگستون     |